# Непобеждённые
«Непобеждённые» (англ. The Stalingrad Apocalypse. No-win situation.; нем. Apocalypse Stalingrad - Die Hölle des Krieges) — фильм режиссёра Александра Лютенкова, Россия, 2003 год.

## Сюжет
Документальный фильм создан к 60-летию Сталинградской битвы. Центральной темой рассказа становится трагическое положение мирного населения, которое осталось, по сути, заложником на поле боя, на линии огня. В первый же день бомбардировок города немецкой авиацией только по официальным данным погибло более 46 тысяч человек и около 150 тысяч были ранены. Дальнейшая жизнь населения среди развалин превратилась в настоящий кошмар.

До самого последнего момента так и не было приказа об эвакуации гражданского населения, хотя предназначенные для этого эшелоны стояли на запасных путях. Заблаговременно спасали всё, кроме людей. Вывозили архивы и наиболее ценное оборудование, хлеб, металлы, сахар, бумагу. Перед самым началом битвы власти города приняли решение об эвакуации скота.
— Сталинградская битва. Непобежденные. Телеканал «Россия 1». Дата обращения: 22 февраля 2019. Архивировано 22 февраля 2019 года.

## Съёмочная группа
- Автор сценария и ведущая в кадре — Татьяна Донская
- Режиссёр — Александр Лютенков
- Оператор-постановщик — Константин Мироманов
- Композитор — Владимир Дашкевич
- Продюсер — Телеканал Россия

## Художественные особенности
Главными рассказчиками в фильме выступают местные жители, проживавшие в Сталинграде во время войны. Они делятся своими личными воспоминаниями и впечатлениями о тех трагических событиях. Многие из рассказчиков были в то время детьми, но, несмотря на это, некоторым из них пришлось взять в руки оружие и убивать врагов.
Не обошли вниманием авторы фильма и солдат, воевавших за Сталинград с двух разных сторон линии фронта, — интервью дают как советские ветераны, так и немецкие.
В фильме представлена уникальная советская и немецкая кинохроника, многие кадры впервые переведены из архивных хранилищ в телевизионный формат.

## Дополнительные факты
Фильм неоднократно демонстрировался на российских телеканалах Россия-1, Россия-24, РТР-Планета, 5 канал, а также в Германии на телеканале Discovery Channel Geschichte. Мировые права на телевизионный прокат (за исключением СНГ и Франции) принадлежат Discovery Communications Inc.

## Интересные факты
Автор фильма Татьяна Донская известна также как драматическая актриса. Она играет главную роль в пьесе «Ночные бдения» Бонавентуры (Московский драматический театр «Человек», постановка: Людмила Рошкован).